# 28538 Ruisong
28538 Ruisong è un asteroide della fascia principale. Scoperto nel 2000, presenta un'orbita caratterizzata da un semiasse maggiore pari a 2,3548497 UA e da un'eccentricità di 0,1378381, inclinata di 6,88916° rispetto all'eclittica.